# رذاذ متجمد
الرذاذ المتجمد
```
هو 
رذاذ
 يتجمد عند التماس مع سطح الأرض أو على الأشياء القريبة من على السطح. يرمز للرذاذ المتجمد حسب 
تقرير الطقس للمطار
 بالرمز 
FZDZ
.
```

## التشكل
يتشكل الرذاذ المتجمد في السحب الطبقية المنخفضة عندما تكون الحركة الشاقولية ضعيفة، وذلك عند درجات حرارة منخفضة دون نقطة التجمد، ولكن عند درجات حرارة أعلى من -10 °س. عند تلك الشروط فإن قطرات الماء تبقى في حالة من فرط التبريد وذلك بسبب عدم وجود نوى تبلور.

## اقرأ أيضاً
- مطر متجمد